# Michael von Grünigen
Michael von Gruenigen (Schönried, 11. travnja 1969.) je bivši švicarski alpski skijaš.
Dvostruki je svjetski veleslalomski prvak (1997. i 2001.) Veleslalom je bio njegova udarna disciplina. Sve pobjede u Svjetskom kupu (njih 23) ostvario je u toj disciplini. Četiri puta je osvajao mali kristalni globus u veleslalomu (1996., 1997., 1999. i 2003.)
Ima jedno olimpijsko odličje, veleslalomsku broncu sa ZOI - Nagano 1998. Osim dva svjetska zlata iz veleslaloma, ima po jednu veleslalomsku i slalomsku broncu (1996.)

## Vanjske poveznice
- Službena stranica